# 姚喜明
姚喜明（1956年—），中國前男子羽球運動員，後來到美國發展。
1979年，姚喜明與孫志安一起獲得世界羽球聯盟（WBF）舉辦的世界羽球錦標賽男子雙打冠軍。在IBF舉辦的1983年世界羽球錦標賽上，他們在四分之一決賽中敗給印尼組合紀明發與葉忠明。
兩人曾代表國家參加1982年的湯姆斯盃並贏得世界冠軍。
姚喜明後來效力於美國並在那裡贏得了美國羽球公開賽。在結束職業球員生涯後，他到加拿大擔任教練。